# Muntanya Assolada
Muntanya Assolada, Alcira. Poblado de la Edad del Bronce en la margen derecha del río Júcar, construido en la cumbre de una estribación de la Serra de Corbera, dominando la llanura del río desde una altura de 227 m s.n.m. Las campañas de excavación se iniciaron en 1978, bajo la dirección de Bernat Martí Oliver, y han continuado hasta 1996 y habiéndose retomado puntualmente en 2004 los trabajos en el yacimiento. A partir de los años 90 se incorporaron a la dirección Rosa Enguix Alemany y María Jesús de Pedro. El área excavada en la actualidad es de 700 m² y comprende diferentes estructuras de habitación, como una calle central y departamentos de planta rectangular a ambos lados; una muralla de dos metros de ancho que conserva casi tres metros de altura; suelos de ocupación y episodios de abandono; estabulación de ganado; y aterrazamiento de las laderas para ampliar su superficie. 
En la actualidad el yacimiento es propiedad del Ayuntamiento de Alcira y el reinicio de las excavaciones por parte del Servicio de Investigación Prehistórica tiene como objetivo la consolidación de las estructuras exhumadas y su señalización para el acceso de visitas. 
Una cueva de enterramiento en las proximidades nos habla de la continuidad en la utilización de las cuevas naturales como necrópolis, y también se ha localizado un enterramiento individual en fosa en el interior del poblado. Por otra parte, los materiales recuperados muestran una amplia secuencia cronológica entre el Bronce Antiguo y el Bronce tardío.

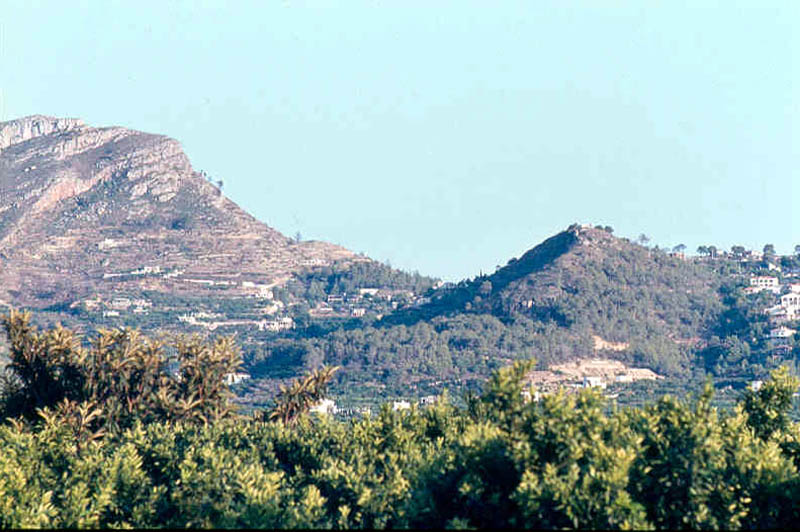
Situación geográfica de la Muntanya Assolada

## Localización
En la margen derecha del Júcar se encuentra el poblado de la Edad del Bronce de la Muntanya Assolada de Alcira. Asentamiento construido en la cumbre de una estribación de la Serra de Corbera, al oeste del Tallat Roig, entre la Murta y el Barranco de l’Aixavegó, dominando la llanura del río desde una altura de 227 m s.n.m. El topónimo Muntanya Assolada responde al parcial hundimiento de la cumbre ocurrido en otoño de 1783, la noche del 24 al 25 de octubre. Hasta entonces el lugar era conocido como Muntanya de la Font del Baladre.

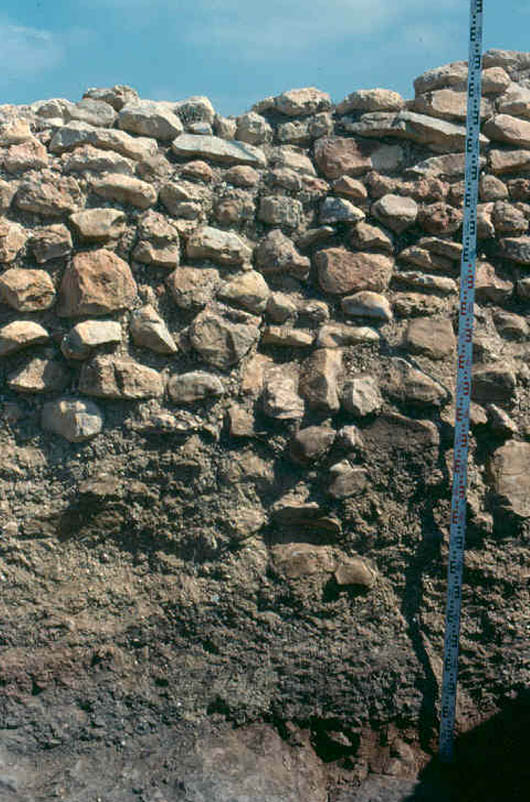
Zona de muro

## Intervenciones arqueológicas
Las excavaciones realizadas por el Servicio de Investigación Prehistórica se iniciaron en 1978 y continuaron hasta 1996, retomándose de nuevo a partir de 2004. El área excavada en la actualidad es de más de 700 m² y corresponde a diferentes estructuras de habitación con potentes depósitos antrópicos y evidencias de las distintas actividades allí desarrolladas, como suelos de ocupación y episodios de abandono en los que se detecta la acción del fuego quizás por la combustión de materiales acumulados por estabulación del ganado, y aterrazamiento de las laderas para ampliar gradualmente la superficie del poblado. En su parte superior se aprecia una calle central y departamentos a ambos lados, en uno de los cuales se ha documentado un horno doméstico para la cocción del pan o para tostar cereales, y en otro la entrada mediante escalones de piedra.
Rodeados por una muralla de casi dos metros de anchura y que conserva tres metros de altura, edificada sobre una cumbre que ha sido aterrazada por sólidas construcciones de piedra y barro dispuestas en talud, prolongándose así el asentamiento en la ladera. La existencia de diferentes niveles de ocupación, manifestados por la estratigrafía y por los materiales, se corrobora por las remodelaciones de las construcciones, algunas rellenadas de forma rápida e intencionada para dar lugar a nuevas líneas de construcción, si bien todo parece indicar que su ocupación fue continuada a lo largo de la Edad del Bronce. 

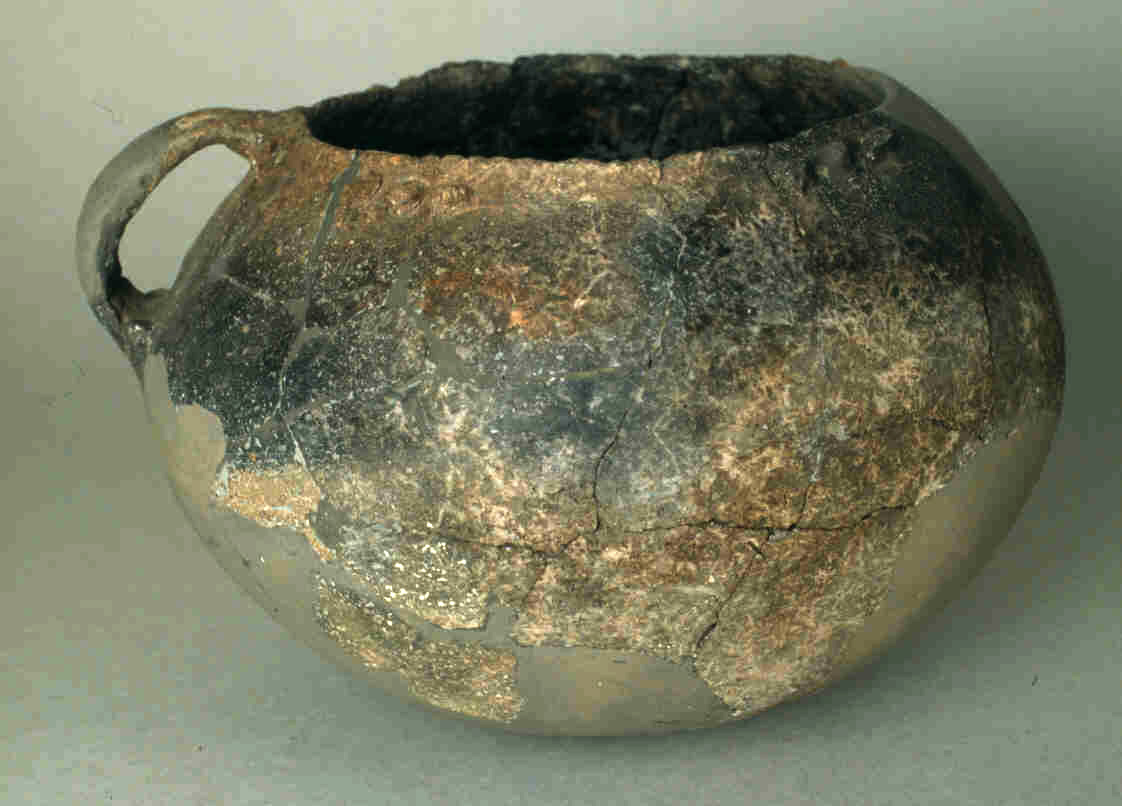
Recipiente cerámico

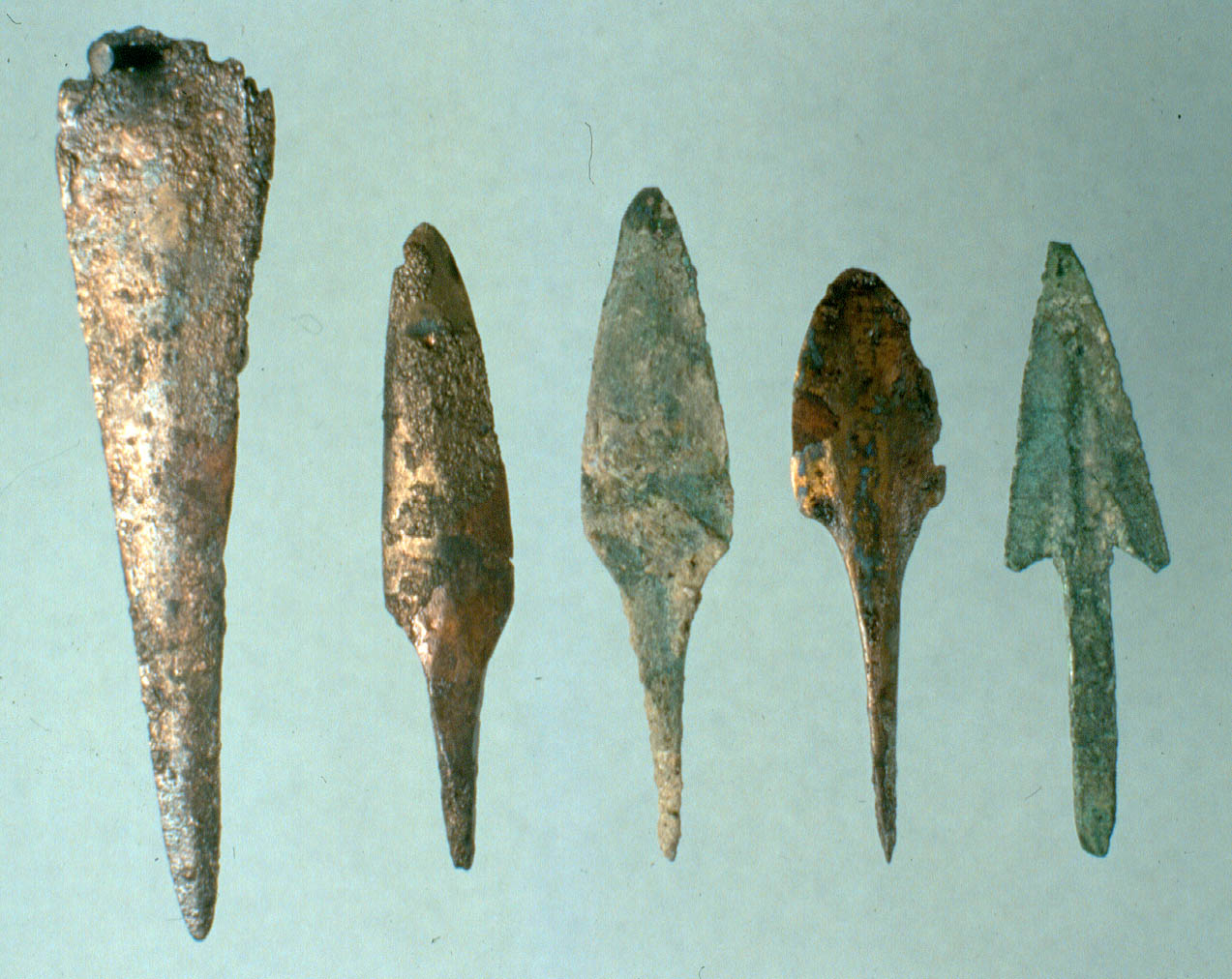
Puntas de metal

## Materiales arqueológicos
Los materiales se encuentran depositados en el Museo de Prehistoria de Valencia. La cerámica muestra una gran variedad de formas, como cuencos y escudillas, ollas y orzas de almacenaje, vasos carenados y geminados, o cucharas; y de motivos decorativos como incisiones, puntillados, cordones digitados, o decoración bruñida. Entre los objetos metálicos se encuentran punzones, puntas de flecha, un puñal de remaches y un cincel, además de otros elementos vinculados a la actividad metalúrgica como escorias, un martillo de piedra y un crisol cerámico. La industria lítica cuenta con una buena representación de dientes de hoz y puntas de flecha de sílex, útiles de piedra pulida y restos de talla numerosos. Y la industria ósea está representada por punzones, espátulas y cinceles, y por un anillo y diferentes botones de marfil. Los restos de fauna ofrecen la imagen de un poblado agrícola con predominio de ovejas y cabras, utilizándose el buey como animal de tiro y fuerza, y como productor de carne y leche; también se cría el cerdo y se conocen restos de caballo y perro. La caza del ciervo, más allá de la necesaria protección de los cultivos ante los herbívoros, indica la existencia de una cobertura vegetal notable. La datación de un conjunto de fauna (ovicaprinos) procedente del estrato inferior de un espacio existente entre la muralla superior y una estructura ataludada que se le adosa, ha proporcionado una fecha de 3470±70 BP, entre 1890 y 1690 AC.

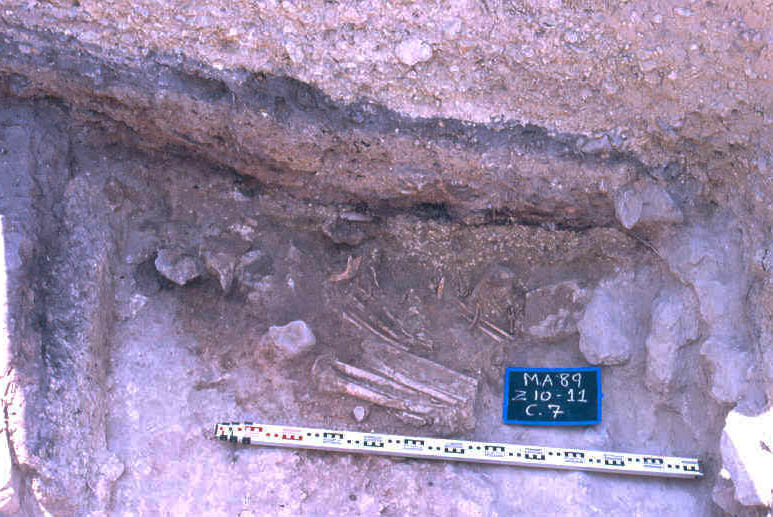
Enterramiento humano

## Enterramientos humanos
La presencia de enterramientos humanos en el yacimiento queda atestiguada por la excavación de una pequeña cueva sepulcral inmediata al poblado, en el escarpe de su lado suroriental, que proporcionó restos de un mínimo de cuatro individuos, huesos de animales y parte del ajuar que acompañaba a los inhumados. Por otra parte, en su vertiente meridional más occidental, en el espacio delimitado por un amplio muro y por diferentes hiladas de piedra que se suceden a lo largo de la pendiente exterior, se excavó una fosa de planta circular que contenía otro enterramiento humano, bajo una sedimentación de más de dos metros de potencia. El inhumado se encontraba en posición fetal, decúbito lateral derecho, con las piernas dobladas y los pies cruzados. El brazo derecho alargado por detrás de la espalda y la mano aplastada por un bloque. El brazo izquierdo estaba flexionado por delante del cuerpo y la mano estirada por debajo de la cara, faltando la mayor parte del cráneo y maxilar superior. La datación absoluta de este individuo por C-14 ha proporcionado una fecha de 3760±40 BP, entre 2210 y 2130 AC.

## Relevancia en su contexto
La Muntanya Assolada ha sido considerada como un poblado típico del Bronce Valenciano de acuerdo con algunos motivos decorativos de la cerámica, los vasos de forma globular y carena alta, el arcaísmo de la industria lítica, la metalurgia de cobre o la cueva sepulcral hallada junto al poblado. El final de su ocupación se relaciona con el Bronce Tardío, atendiendo a los vasos carenados de perfil acampanado y con acusado ángulo de inflexión, las bases planas o la presencia de auténtico bronce entre los objetos metálicos. En efecto, la tipología de los vasos de Muntanya Assolada responde a lo que es habitual de los poblados del Bronce Valenciano pero, en sus niveles superiores, formas como los mencionados vasos carenados están acompañados de los geminados, y de los cuencos y cazuelas de borde saliente, consideradas más evolucionadas. Las dos dataciones absolutas se muestran acordes con una secuencia que iría del Bronce Antiguo al Tardío. La Muntanya Assolada y otros yacimientos próximos representan la continuidad de un poblamiento que nos lleva desde la Edad del Bronce a la Cultura Ibérica, en un territorio permanentemente ocupado como el de la Ribera del Júcar. El yacimiento se abandona en los momentos finales del Bronce Pleno o a comienzos del Bronce Tardío para dar paso a un poblamiento que se ubica en el llano, en Cases de Montcada primero, en Escoles Pies durante el Bronce Final y en L’Alteret de la Vintihuitena de Albalat en la Edad del Hierro, para ocupar posteriormente la ladera de cerros más elevados con la llegada de la iberización.